# 桃花台东站
桃花台东站（日语：／ Tōkadai-Higashi eki */?）是位於日本愛知縣小牧市城山3丁目，原為桃花台新交通株式会社运营的桃花台线的一个高架车站，于1991年3月25日同桃花台线一同启用，为该线东起讫站点。2006年10月1日随桃花台线一同关闭，

## 车站结构
车站为岛式站台1面2线高架车站，车站无人值守，全站安装屏蔽门，车站未安装自动扶梯和电梯。在车站东南处有一灯泡线为列车提供折返。建设时计划东南延伸到到中央本線的高蔵寺，因此在车站东南处的灯泡形折返线中预留了延伸口。

## 历史
- 1991年3月25日 - 启用
- 2001年 - 入選中部車站百選（第三回）
- 2006年10月1日 - 停用

## 车站图片

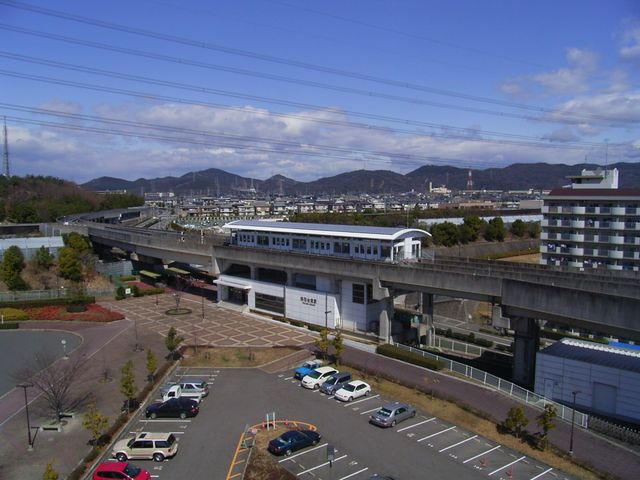
桃花台东站外观
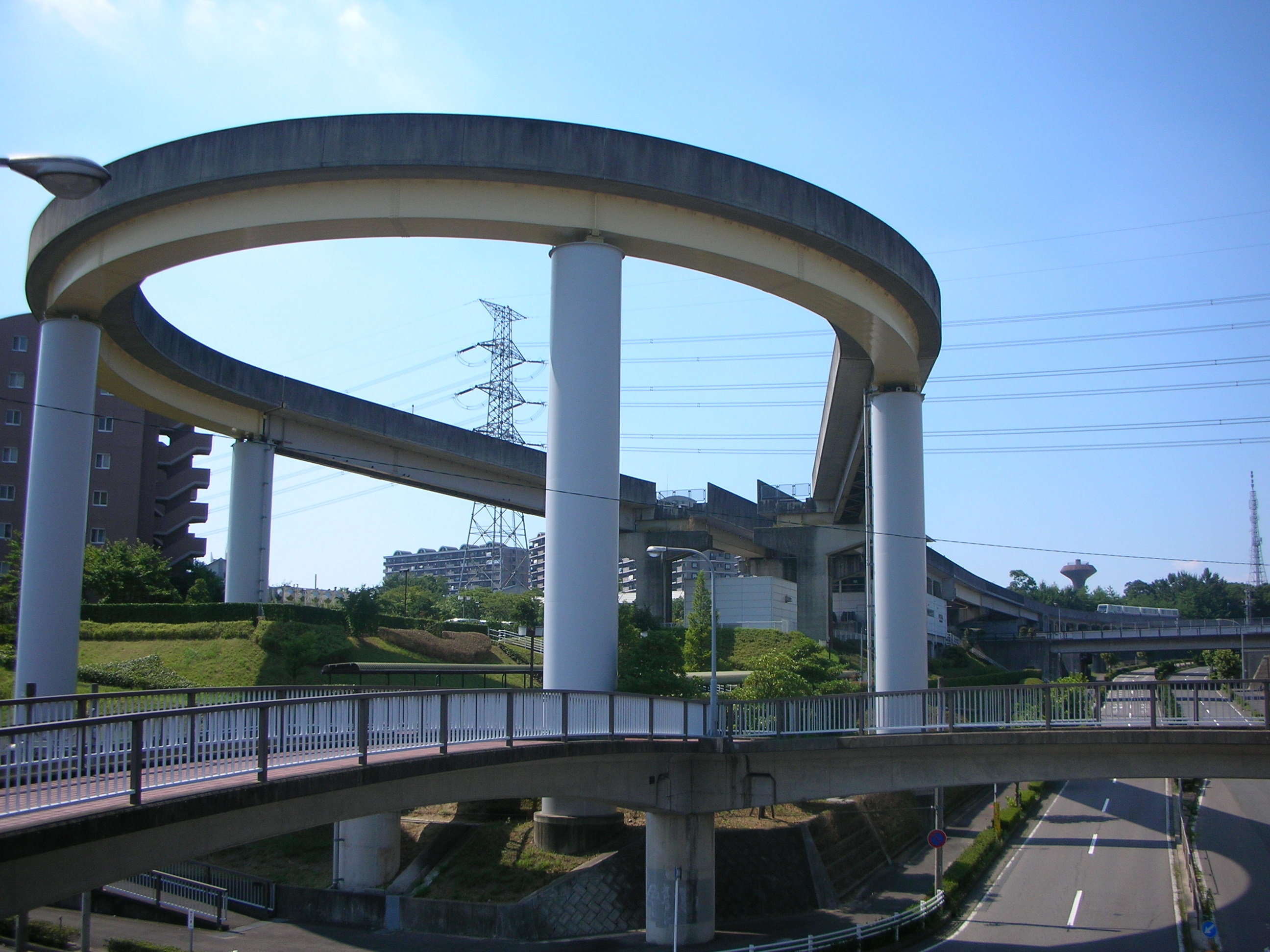
2006年8月摄，位于桃花台东站的灯泡形折返线，注意环线分开的部分中间有预留延伸口，这是为了当时计划延伸到高藏寺而预留的
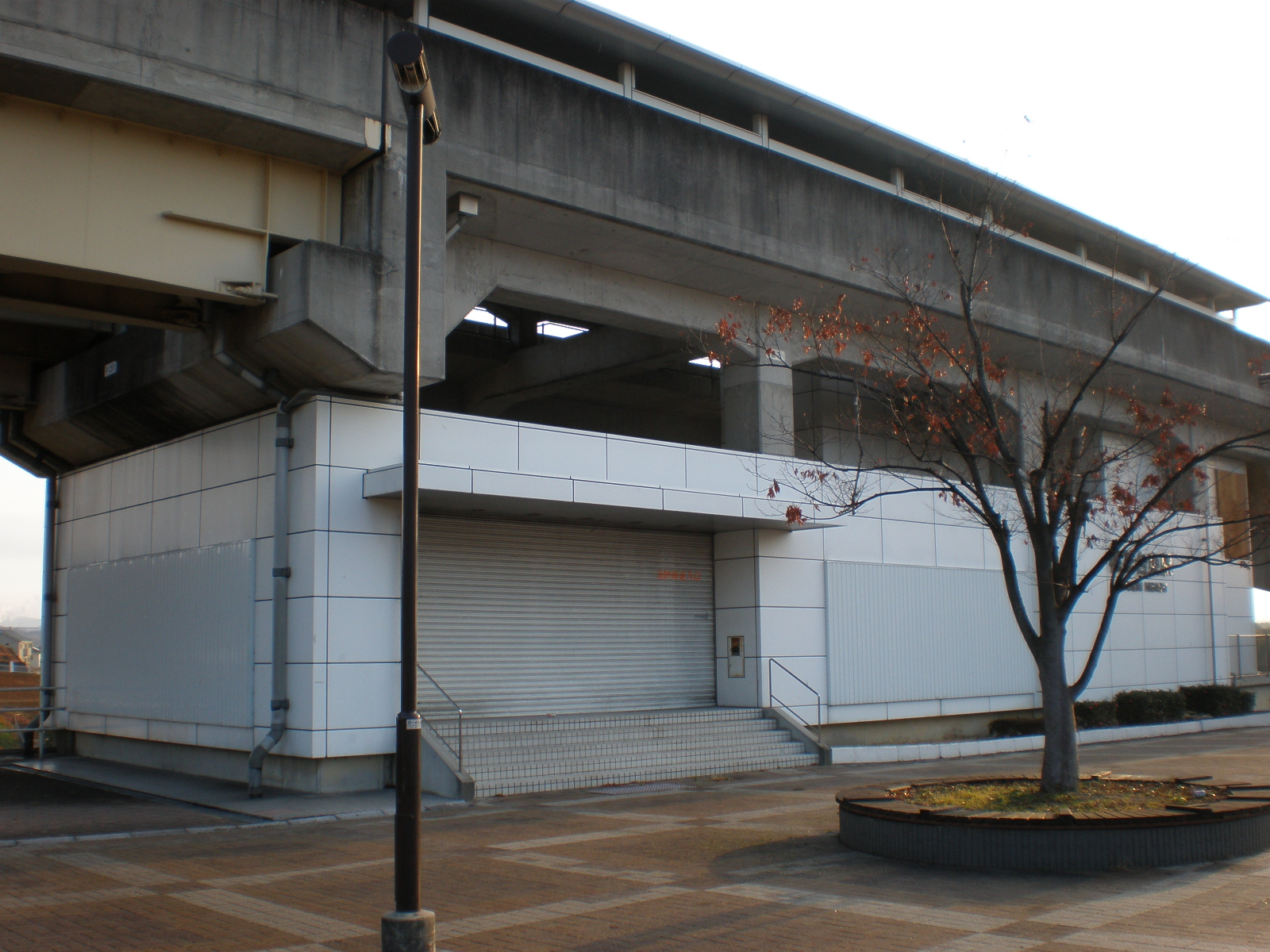
关闭后